# Kränge
Kränge är en tätort vid Mjölorpesjön i Ledbergs socken i Linköpings kommun i Östergötlands län. Kränge ligger ungefär 8 km nordväst om centrala Linköping.

## Befolkningsutveckling
Vid SCB:s första avgränsning av småorter (år 1990) räknades enbart det norra området som en småort. Därefter till 2015 räknade SCB  området som två småorter med benämningarna Kränge och Södra Kränge. Den södra småorten var större både till yta och invånare.
| Befolkningsutvecklingen i Kränge 1990–2020 | Befolkningsutvecklingen i Kränge 1990–2020 | Befolkningsutvecklingen i Kränge 1990–2020 | Befolkningsutvecklingen i Kränge 1990–2020 | Befolkningsutvecklingen i Kränge 1990–2020 |
| ------------------------------------------ | ------------------------------------------ | ------------------------------------------ | ------------------------------------------ | ------------------------------------------ |
|                                            |                                            |                                            |                                            |                                            |
| År                                         |                                            |                                            | Folkmängd                                  | Areal (ha)                                 |
| 1990                                       | 1990                                       |                                            | 50                                         | 6#                                         |
| 1995                                       | 1995                                       |                                            | 56                                         | 7#                                         |
| 2000                                       | 2000                                       |                                            | 54                                         | 7#                                         |
| 2005                                       | 2005                                       |                                            | 65                                         | 11#                                        |
| 2010                                       | 2010                                       |                                            | 80                                         | 11#                                        |
| 2015                                       | 2015                                       |                                            | 269                                        | 52                                         |
| 2020                                       | 2020                                       |                                            | 253                                        | 52                                         |
| Anm.: Ny tätort 2015 # Som småort.         |                                            |                                            |                                            |                                            |

| Befolkningsutvecklingen i Södra Kränge 1995–2010   | Befolkningsutvecklingen i Södra Kränge 1995–2010 | Befolkningsutvecklingen i Södra Kränge 1995–2010 | Befolkningsutvecklingen i Södra Kränge 1995–2010 | Befolkningsutvecklingen i Södra Kränge 1995–2010 |
| -------------------------------------------------- | ------------------------------------------------ | ------------------------------------------------ | ------------------------------------------------ | ------------------------------------------------ |
|                                                    |                                                  |                                                  |                                                  |                                                  |
| År                                                 |                                                  |                                                  | Folkmängd                                        | Areal (ha)                                       |
| 1995                                               | 1995                                             |                                                  | 63                                               | 12#                                              |
| 2000                                               | 2000                                             |                                                  | 92                                               | 16#                                              |
| 2005                                               | 2005                                             |                                                  | 103                                              | 16#                                              |
| 2010                                               | 2010                                             |                                                  | 140                                              | 18#                                              |
| Anm.: uppgick i tätorten Kränge 2015 # Som småort. |                                                  |                                                  |                                                  |                                                  |